# Орлан білочеревий
Орлан білочеревий (Haliaeetus leucogaster) — вид хижих птахів роду Орлан родини Яструбових. Поширений вздовж морського узбережжя тропічної Азії, Нової Гвінеї, Австралії і Тасманії, де живиться головним чином рибою. Найближчим родичем є Haliaeetus sanfordi з Соломонових островів. Великий за розміром птах — розмах крил досягає 2,2 м. Від інших орланів відрізняється білим низом, з яким контрастують махові пера, і темним верхом.

## Таксономія

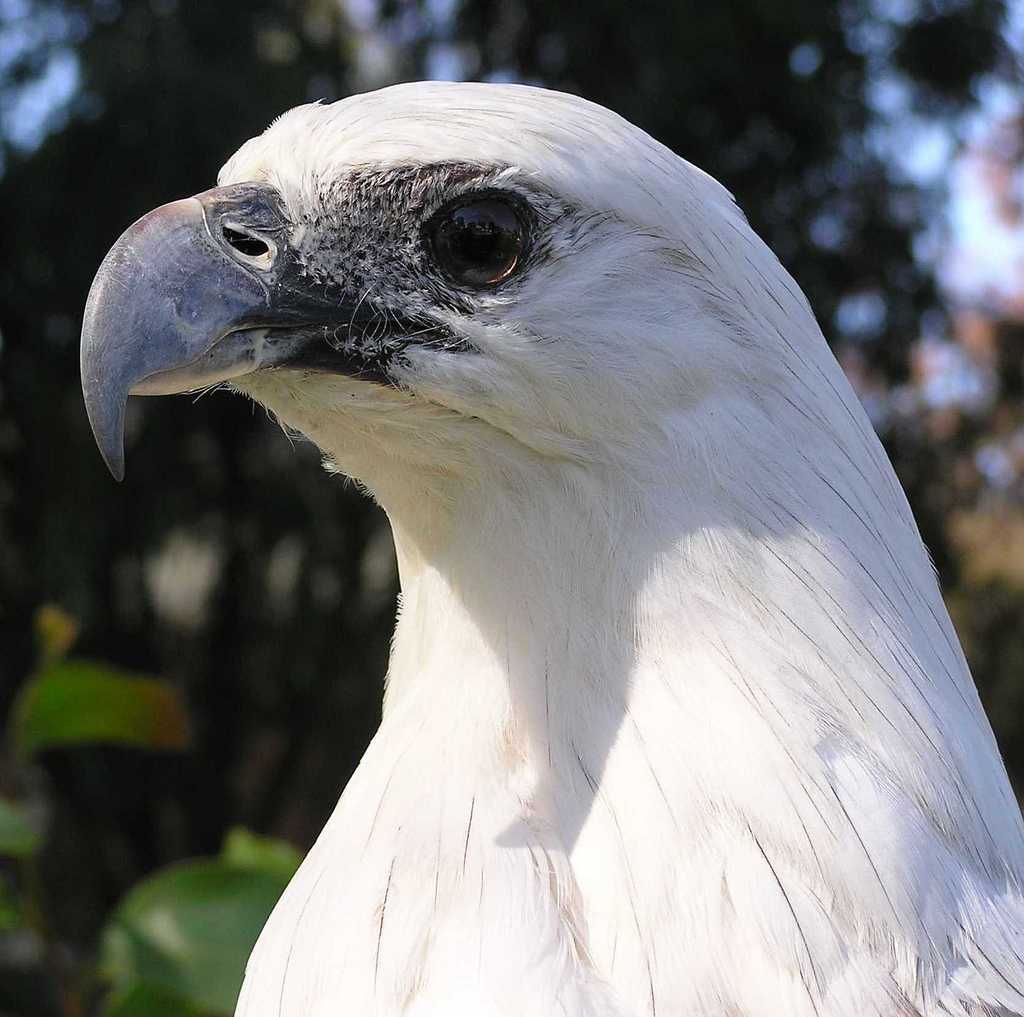
Голова

З еволюційної точки зору найближчим до білочеревого орлана видом є Haliaeetus sanfordi з Соломонових островів. Разом вони утворюють комплекс надвиду. Між видами існує чітка морфологічна відмінність — один з них (H. leucogaster) має білу голову, тоді як інший (H. sanfordi) — темну. Аналіз нуклеотидної послідовності гену цитохрому b цих двох видів у 1996 році показав, що їхня генетична дивергенція становить лише 0,3 %. За розрахунками, розходження цих двох видів відбулося відносно недавно — близько 150 тис. років тому.

## Опис

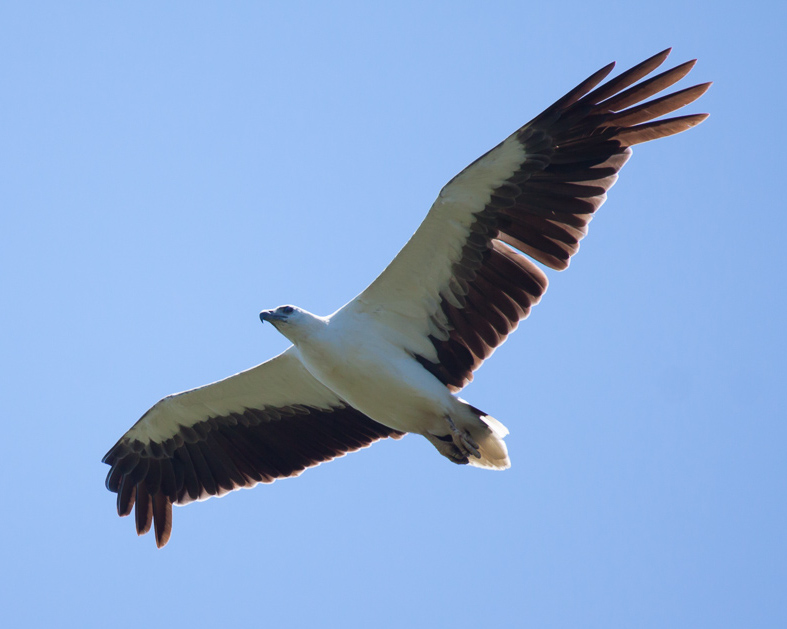
Дорослий птах у польоті

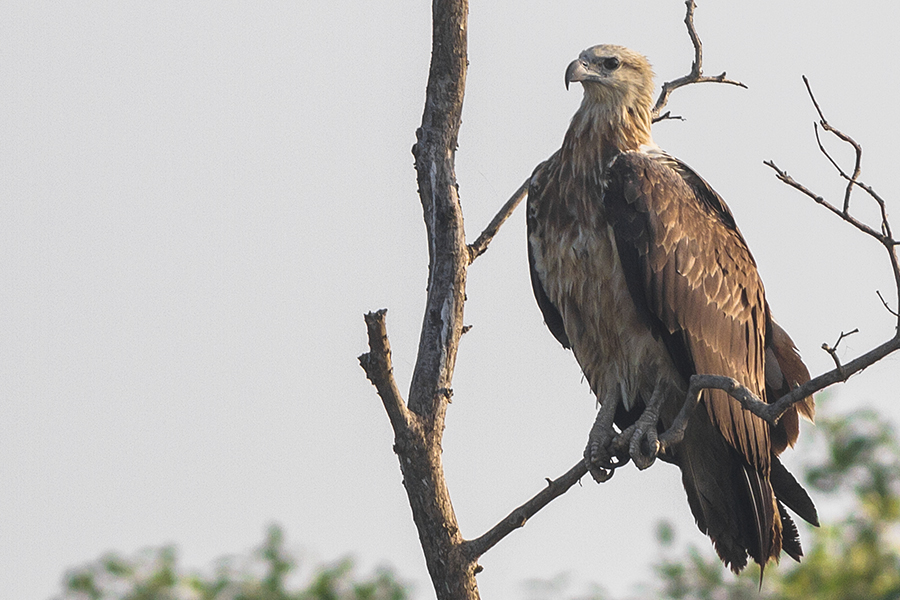
Молодий птах

Більша частина оперення дорослого птаха біла — голова, низ тіла, надхвістя. Зверху тулуб і крила темно-сірі або чорні. У польоті знизу темні махові пера добре помітні і контрастують зі світлим забарвленням. Самці мають довжину тіла 66-80 см та вагу 1,8-3,0 кг. Самки дещо більші — 80-90 см у довжину і важать 2,5-4,5 кг. Розмах крил від 1,78 до 2,2 м. Дослідження морфології 37 птахів, проведені у 2014 році в регіоні від Австралії до Папуа Нова Гвінея (від (3° пд. ш. до 50° пд. ш.) показали, що птахи мають відмінності у розмірах за статтю, а також збільшення розмірів птахів з півночі на південь. Дзьоб масивний, сіро-блакитного кольору з більш темним кінчиком. Райдужна оболонка темно-коричнева. Ноги сірі або жовті з довгими чорними кігтями.
В оперенні молодих птахів домінують коричневі кольори на голові, шиї, надхвісті. Птахи набувають остаточного вбрання на четвертий — п'ятий рік.

## Поширення та місця існування
Ареал цього орлана охоплює на сході півострів Індостану (від Мумбаї в Індії), на півдні Азії — Бангладеш і Шрі-Ланку, а також усе морське узбережжя в Південно-Східній Азії на території М'янми, Таїланду, Малайзії, Індонезії, Індокитаю, Філіппін, південний Китай (включаючи Гонконг); далі на південний схід — Нову Гвінею, Архіпелаг Бісмарка та Австралію, острови Бассової протоки та Тасманію.
Мешкає переважно вздовж морського узбережжя, хоча інколи може зустрічатися далеко в глибині континенту (наприклад, є спостереження цього виду в центральній Індії за 1000 км від узбережжя). Загалом цей орлан є осілим і територіальним, хоча може здійснювати дальні переміщення. Доволі чутливий до турбування з боку людини, тому більша чисельність виявлена в районах, де вплив людини мінімальний або відсутній.

## Чисельність
Розмір світової популяції оцінено в 1-10 тис. особин, що відповідає 670-6700 дорослим птахам. Популяція виду скорочується.
В Індії середня щільність гніздування становила 1 пара на 4,32 км узбережжя в окрузі Сіндхудург та 3,57 — у штаті Махараштра.

## Гніздування
Ці орлани є територіальними, у більшості випадків пара проводить весь рік на гніздовій території, хоча деякі птахи можуть кочувати. Відомий випадок, коли одну гніздову територію птахи займали протягом 50 років. Ці орлани є моногамними, пара є постійною до смерті одного з партнерів, після чого орлан собі шукає нову пару. Строки гніздування варіюють в різних частинах ареалу. У саванах Нової Гвінеї гніздиться лише у вологий сезон, в Австралії — з червня до серпня. Шлюбна поведінка включає повітряні демонстрації та голосову активність. Гнізда зазвичай влаштовують на деревах або штучних стовпах, рідко — на скелях. Вони складені з гілок дерев, трави та водоростей та є масивними спорудами. Перед відкладанням яєць пара від трьох до шести тижнів будує гніздо або оновлює його, у цій діяльності більш активним є самець. Зазвичай кладка складається з двох білих яєць. Їхні середні розміри 73×55 мм. Інкубація триває протягом шести тижнів. Пташенята вилуплюються в білому пуху. Спочатку самка постійно перебуває у гнізді та самець приносить їжу, якою вона годує пташенят. Коли останні стають більшими, їх вигодовують обидва батьків. Молоді птахи залишають гніздо у віці 70-80 днів, проте залишаються на гніздовій території батьків до шести місяців або до наступного сезону гніздування.

## Живлення

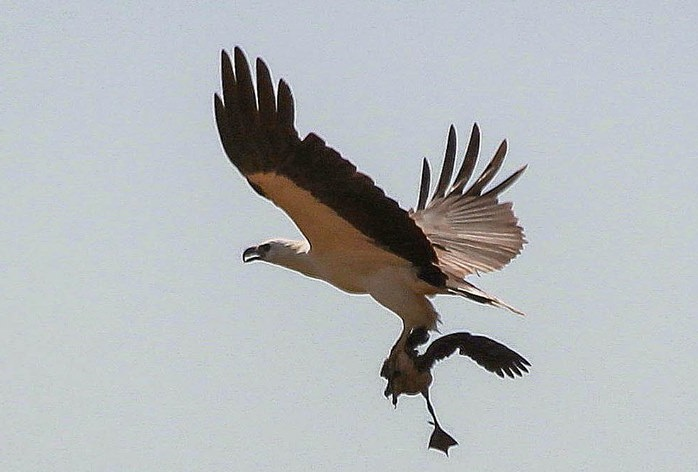
Зі здобиччю

Цей орлан є хижаком, який споживає широкий спектр тваринної їжі (рибу, черепах, морських змій, а також невеликих птахів і ссавців), включаючи падло. Часто хапає кігтями рибу з поверхневих шарів води. Цей спритний хижак може нападати на здобич розміром з лебедя. Полює поодиноко, парами або сімейними групами. Пара може кооперуватися для полювання. Спійману здобич може поїдати у польоті або на присаді, у гнізді.

## Охорона
Вид має статус «Найменший ризик» у списку МСОП. Він став рідкісним у Таїланді та інших частинах південної Азії. Перебуває під охороною в Австралії.
Популяція скорочується внаслідок турбування з боку людини, відстрілу, отруєння, скорочення місця для гніздування через вирубування лісів вздовж узбережжя, та, ймовірно, через використання пестицидів.

## У культурі
Орлан білочеревий має важливе значення у культурі племен корінних народів Австралії. Він є офіційним символом малазійського штату Селангор та Національного парку Будері (англ. Booderee National Park and Botanic Gardens). Цього хижака зображено на банкноті Сінгапуру номіналом 10 000 сінгапурських доларів.